# Cotinus carranzae
Cotinus carranzae — вид квіткових рослин з родини фісташкові (Anacardiaceae). Поширення: Мексика (Керетаро, Сан-Луїс-Потосі).

## Біоморфологічна характеристика
Це кущ до 3 м заввишки. Листки зворотноланцетні або довгасті, іноді еліптичні, яйцеподібні або оберненояйцеподібні, (1)2–5.5(6) × (0.4)0.8–2.5 см, верхівка округла або усічена, густо запушені. Кінцева волоть пухка багатоквіткова до 30 см завдовжки та 15 см завширшки. Чоловічі квітки з частками чашечки ≈ 0.5 мм завдовжки. Білі пелюстки 1.2–1.4 × 0.5–0.6 мм. Жіночих квіток небагато, схожі на чоловічі, але дещо більші. Суха кістянка, сильно стиснута, сплющена або майже округла, але чітко асиметрична, 2–2.8 × 2.2–3 мм. Екзокарп жилково-сітчастий, від зеленувато до пурпурово запушений, мезокарп ледь розвинений.